# Bruno Angoletta
Bruno Angoletta (Belluno, 7 settembre 1889 – Milano, 7 gennaio 1954) è stato un illustratore e fumettista italiano.

## Biografia[4]
Si iscrisse alla Facoltà di Giurisprudenza a Padova ma non completò mai gli studi, preferendo dedicarsi al disegno e alla pittura trasferendosi a Roma; esordì come vignettista nel 1909 sul settimanale satirico L'Asino; collaborò poi anche con i periodici Noi, Il Mondo e Il Secolo XX; insieme a Vittorio Podrecca, dal 1911 al 1913, collaborò con il periodico per ragazzi Primavera edito dalla casa editrice di Podrecca e Galantara per la quale realizzò anche illustrazioni per alcuni volumi; con Podrecca creò dal 1914 anche burattini per il Teatro dei Piccoli oltre a ideare scene e costumi per diverse rappresentazioni; realizzò anche illustrazioni per i volumi della collana Bibliotechina della lampada, edita da La Scolastica.
Allo scoppio della prima guerra mondiale si arruolò volontario e venne decorato due volte, finì anche prigioniero degli austriaci venendo liberato solo alla fine del conflitto. Finita la guerra riprese a disegnare collaborando per numerosi periodici come La Tribuna illustrata, Il Balilla, Bertoldo e Il Guerrin Meschino. Nel 1921, con Antonio Beltramelli, che ne diviene il direttore; fonda il mensile poi quindicinale Giro Giro Tondo, della Mondadori.
Durante gli anni venti e trenta si dedica anche alla cartellonista oltre a illustrare dei libri per la Bemporad e la Mondadori.
Si sposò nel 1927 con Fidelia Mezzelani a Modena e avranno delle figlie, poi si trasferì a Milano.  Qui iniziò a collaborare col Corriere dei Piccoli per il quale nel 1928 idea il personaggio del soldato Marmittone, che verrà pubblicato per oltre un decennio, oltre ad altri personaggi da lui creati e pubblicati nel periodo tra le due guerre come Sor Calogero Sorbara, Centerbe Ermete, Romolino e Romoletto, Cencio e Mac Kerone Poliziotto. A causa della guerra, la serie di Marmittone, per le sue tematiche, venne interrotta; verrà ripresa per un breve periodo nel dopoguerra sulla rivista Pinocchio e poi di nuovo sul Corriere dei piccoli. Nel 1939 uscì il romanzo coloniale Men: avventura al Nuovo Fiore di Laudomia Bonanni, da lui illustrato.
Fra le due guerre è attivo anche come pittore, realizzando opere influenzate dal Futurismo e alcune sue opere vengono esposte in varie rassegne come anche la Biennale di Venezia. In questo periodo è molto attivo anche come copertinista, illustratore e cartellonista per molti editori, ma soprattutto per la Mondadori per la quale crea nel 1933 il marchio della medusa per la omonima collana.
Nel secondo dopoguerra collabora ai periodici satirici come Fra Diavolo e Candido e nel 1951 per Garzanti realizza le illustrazioni di una edizione delle avventure di Pinocchio.  e una sua vignetta pubblicata sul Candido venne citata nell'Enciclopedia Britannica come esempio di disegno umoristico. Morì poco dopo in seguito a una lunga malattia, il 7 gennaio 1954 a Milano.
Alcune sue opere apparvero in mostre postume come "70 manifesti italiani" a Milano nel 1972, "Gli Annitrenta", a Milano nel 1982.